# Kim Maher
Kim Ly Maher (* 5. September 1971 in Ho-Chi-Minh-Stadt, Republik Vietnam) ist eine ehemalige US-amerikanische Softballspielerin.

## Karriere
Maher gewann bei den Olympischen Spielen 1996 in Atlanta die Goldmedaille im Softball. Bereits ein Jahr zuvor hatte sie mit dem US-Team Gold bei den Panamerikanischen Spielen 1995 geholt, 1998 folgte zudem der Weltmeistertitel. Auf Vereinsebene spielte sie zwischen 1993 und 1995 für die Redding Rebels sowie zwischen 1994 und 1999 in der National Pro Fastpitch, unter anderem bei den Florida Wahoos.
Im Collegesport war Maher für die California State University, Fresno aktiv, zunächst in der Big West Conference und später in der Western Athletic Conference. Nach dem Ende ihrer aktiven Laufbahn war sie auch als Trainerin tätig – zunächst von 2000 bis 2005 an ihrer Alma Mater, danach von 2006 bis 2013 an der Purdue University. Anschließend betreute sie das Softball-Team der Southwestern Oklahoma State University und erwarb dort im Jahr 2015 ihren Masterabschluss in Sportwissenschaften.